# Farsa cu balonul

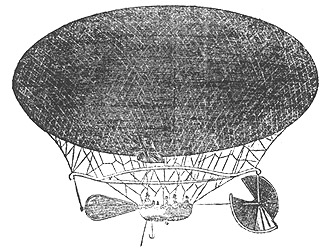
Ilustrație a balonului „The Victoria”
care a însoțit articolul.

„Farsa cu balonul” (în engleză The Balloon-Hoax) este titlul folosit în colecții și antologii pentru un articol de ziar scris de Edgar Allan Poe și publicat pentru prima dată în ediția din 13 aprilie 1844 a ziarului The Sun din New York. Prezentat inițial ca o poveste adevărată, el detaliază călătoria de doar trei zile a europeanului Monck Mason peste Oceanul Atlantic în balonul cu gaz „The Victoria”. S-a dezvăluit mai târziu că era vorba de o farsă, iar povestea a fost retractată două zile mai târziu.
Relatarea conține două capitole: descrierea tehnică detaliată a balonului și jurnalul de bord, în care membrii expediției și-au notat impresiile lor la cererea presupusului editor. Articolul menționează, de asemenea, insula Sullivan și Fort Moultrie din Carolina de Sud (SUA), unde Edgar Allan Poe a locuit un timp.

## Prezentare generală
Povestirea cunoscută acum sub titlul de „Farsa cu balonul” a fost publicată pentru prima dată în ziarul The Sun din New York. Articolul a oferit o relatare detaliată și foarte plauzibilă a unei călătorii de 75 de ore cu un balon cu aer cald mai ușor decât aerul efectuate de celebrul aeronaut european Monck Mason peste Oceanul Atlantic, împreună cu o diagramă și specificații tehnice ale aparatului.
Edgar Allan Poe s-ar fi putut inspira, cel puțin în parte, dintr-o farsă jurnalistică anterioară cunoscută ca „Great Moon Hoax”, care fusese publicată în același ziar în 1835. Unul dintre scriitorii bănuiți ai acelei farse, Richard Adams Locke, a fost editorul lui Poe în perioada în care a fost publicată „Farsa cu balonul”. Poe s-a plâns timp de un deceniu că Great Moon Hoax ar fi plagiat (prin intermediul lui Locke) ideea sa de bază din „Hans Pfaall”, una dintre povestirile cele mai lipsite de succes ale lui Poe, care s-a referit de asemenea la locuitorii de pe Lună. Poe a bănuit că The Sun a realizat profituri spectaculoase de pe urma povestirii lui, fără a-i da nici un ban. (Furia lui Poe față de The Sun este prezentată în cartea The Sun and the Moon (2008) de Matthew Goodman.)

## Istoricul publicării

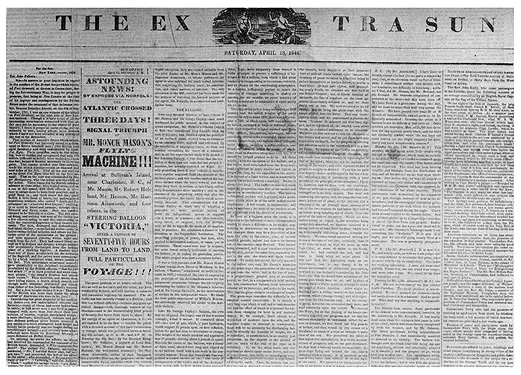
Ediția de sâmbătă 13 aprilie 1844 a ziarului New York Sun

Povestirea a fost publicată pentru prima dată în ediția din 13 aprilie 1844 a ziarului New York Sun. Ea a fost precedată de următorul titlu îngroșat:
ASTOUNDING NEWS!
BY EXPRESS VIA NORFOLK:
THE ATLANTIC CROSSED
IN THREE DAYS!
SIGNAL TRIUMPH OF
MR. MONCK MASON'S
FLYING MACHINE!!!
Arrival at Sullivan's Island,
near Charlestown, S. C., of
Mr. Mason, Mr. Robert Hol-
land, Mr. Henson, Mr. Har-
rison Ainsworth, and four
others, in the
STEERING BALLOON
"VICTORIA,"
AFTER A PASSAGE OF
SEVENTY-FIVE HOURS
FROM LAND TO LAND.
FULL PARTICULARS
OF THE
VOYAGE!!!
Acest titlu jurnalistic a fost tradus de Ion Vinea în limba română astfel: „ȘTIRI SENZAȚIONALE PRIN EXPRESS. VIA NORFOLK! Atlanticul străbătut în trei zile! Strălucitul succes al aparatului de zburat, construit de domnul Monck Mason. Sosirea în insula Sulivan, lângă Charleston, Carolina de Sud, a domnilor Mason, Robert Holland, Henson, Harrison Ainsworth și alți patru, cu balonul dirijat „Victoria”, după o traversare de șaptezeci și cinci de ore de la un țărm la altul! Amănunte complete asupra călătoriei!!!”.
O retractare a articolului a fost tipărită în numărul din 15 aprilie 1844 al The Sun:
„BALLOON - The mails from the South last Saturday night not having brought a confirmation of the arrival of the Balloon from England, the particulars of which from our correspondent we detailed in our Extra, we are inclined to believe that the intelligence is erroneous. The description of the Balloon and the voyage was written with a minuteness and scientific ability calculated to obtain credit everywhere, and was read with great pleasure and satisfaction. We by no means think such a project impossible.”
Retractarea ar putea fi tradusă astfel în limba română: „Balonul - Rapoartele primite din sudul țării în ultima noapte de sâmbătă nu au adus o confirmare a sosirii balonului din Anglia, ale cărui date au fost detaliate în suplimentul ziarului de corespondentul nostru, pe care îl considerăm a fi informat greșit. Descrierea balonului și a călătoriei au fost scrise cu migală și abilitate științifică pentru a obține publicitate și au fost citite cu mare plăcere și satisfacție. Credem fără nici un motiv că un astfel de proiect este imposibil”.
Prima traducere în limba română a fost realizată de Ion Vinea și a fost publicată sub titlul „Farsa cu balonul” în vol. Scrieri alese (vol. II), editat în 1963 de Editura pentru Literatură Universală din București; ea a fost reeditată și de alte edituri sub același titlu, cu o singură excepție. Traducerea lui Ion Vinea a fost publicată sub titlul „Știri senzaționale prin express, via Norfolk” în antologia Odiseea marțiană: Maeștrii anticipației clasice, îngrijită de Ion Hobana și publicată în 1975 de Editura Minerva din București, în Colecția „BPT”, nr. 863. Alte traduceri au fost realizate de Florența Drăghicescu (publicată sub titlul „Farsa cu balonul” în volumul Scurtă discuție cu o mumie, editat în 2005 de Editura Minerva din București) și de Liviu Cotrău (publicată sub titlul „Farsa cu balonul” în volumul Misterul lui Marie Rogêt și alte povestiri, editat în 2005 de Editura Polirom din Iași și reeditat de mai multe ori).

## Recepție critică și semnificație
Poe însuși descrie entuziasmul pe care l-a stârnit povestirea sa; el susținea că clădirea ziarului Sun a fost „asediată” de oameni care doreau copii ale ziarului. „N-am fost niciodată martor al unei agitații mai intense pentru a obține un ziar”, scria autorul. Impactul povestirii reflectă interesul cu privire la progres din acea perioadă. Poe a adăugat elemente realiste, discutând pe larg despre proiectarea și sistemul de propulsie al balonului în detalii credibile. Includerea unor persoane reale precum William Harrison Ainsworth a conferit de asemenea credibilitate povestirii. Personajul Monck Mason nu a fost o persoană reală, deși el s-a bazat în mare măsură pe Thomas Monck Mason; povestirea a preluat masiv din cartea Account of the Late Aeronautical Expedition from London to Weilburg (1836) a lui Mason.
„Farsa cu balonul” este ca unul dintre „poveștile de raționament” ale lui Poe (cum ar fi „Crimele din Rue Morgue”), dar în sens invers: mai degrabă decât să ia lucruri din afară pentru a rezolva o problemă, Poe construiește o ficțiune pentru a o face să pară adevărată. Povestirea este, de asemenea, o formă timpurie de science fiction, referindu-se în special la tehnologia construirii baloanelor cu aer cald.
Edgar Allan Poe analizează în această povestire problema științifică a navigației aeriene dirijate a aparatelor de zbor, imaginând următoarea soluție: construirea unei elice multiple care să întrebuințeze principiul șurubului lui Arhimede în scopul propulsiunii în aer. Învârtirea manuală a elicei putea propulsa aerostatul de formă elipsoidală cu viteze variabile, pe o direcție stabilită prin manevrarea unei cârme. Soluția aleasă de Poe a fost criticată de Jules Verne într-un articol despre Poe publicat în revista Musée des familles pe motiv că nu ar respecta legile fizicii și ale mecanicii. Cu toate acestea, în ciuda unor amănunte fanteziste, povestirea degajă încrederea în progresul tehnico-științific: „Marea problemă a fost, în sfârșit, dezlegată! Aerul, ca și pământul, și oceanul, a fost și el cucerit de știință și va ajunge pentru omenire o cale obișnuită și larg deschisă tuturora”.
Povestirea ar fi putut fi mai târziu o sursă de inspirație pentru romanul Ocolul Pământului în 80 de zile al lui Jules Verne. După cum a subliniat specialistul vernian William Butcher, Verne a fost un admirator timpuriu al lui Poe, iar romanul său Cinq semaines en ballon (Cinci săptămâni în balon) a fost publicat într-un an în cartea sa de nonficțiune Edgar Poe et ses oeuvres (Edgar Allan Poe și operele sale). Un personaj chiar menționează povestirea lui Poe în romanul De la Pământ la Lună al lui Jules Verne. Nu este greu de observat că scrierile lui Poe, publicate în Franța sub titlul Histoires extraordinaires (Povestiri extraordinare), au reprezentat unele dintre sursele de influență ale scrierilor din seria Voyages extraordinaires (Călătorii extraordinare) a lui Verne.

## Zboruri transoceanice reale cu un aparat mai ușor decât aerul
Primul aparat de zbor mai ușor decât aerul care a transportat un om deasupra Atlanticului a fost dirijabilul britanic R-34, o copie directă a dirijabilului german L-33 (care s-a prăbușit în Marea Britanie în timpul Primului Război Mondial), în iulie 1919. Zborul de 3.559,5 mile din Marea Britanie până la New York a durat 108 ore și 12 minute.
Primul balon fără motor care a transportat un om deasupra Oceanului Atlantic a fost Double Eagle II ce a realizat un zbor transatlantic în perioada 11-17 august 1978. Pacificul a fost traversat în trei zile de „baloane de foc” japoneze fără pilot în 1944, la exact 100 de ani de la publicarea povestirii lui Poe.